# Energiomvandling
Energiomvandling är en process vid vilken energi omvandlas från en form till en annan. Enligt energiprincipen kan energi varken förstöras eller uppstå så ingående och utgående energimängd i processen är alltid exakt lika.
Vid energiomvandlingar får man sällan enbart den energiform man önskar. Ofta används uttrycket "energiförlust" trots att energi inte kan förstöras. Denna förlust kan till exempel ske genom att värme bildas av friktionen. Energin går därmed förlorad i den meningen att den inte används till det avsedda arbetet (men den kan ändå komma till nytta i biprocesser, vanligen uppvärmning). Förhållandet mellan nyttiggjord och tillförd energimängd kallas verkningsgrad.